# Délégation générale du Québec à Tokyo
La délégation générale du Québec à Tokyo (en japonais : ケベック州政府在日事務所) a pour but de représenter les intérêts du Québec auprès du Japon.
Ses bureaux sont situés au 32e étage de la Shiroyama Trust Tower à Tokyo.

## Historique
En 1973, le gouvernement du Québec ouvre un bureau économique dans la capitale nippone. Ce bureau est élevé au rang de délégation générale en 1992, la seule qu'on trouve encore aujourd'hui en Asie.

## Liste des délégués généraux
De 1973 à 1981, le bureau est dirigé par un chef de poste. De 1981 à 1992, ce dernier prend le titre de Délégué avant de devenir Délégué général.
- 1973 - 1981 : Normand Bernier
- 1981 - 1984 : Marcel Bergeron
- 1984 - 1986 : Jacques Girard
- 1986 - 1989 : Jos William Siebes
- 1989 - 1992 : Harold Mailhot
- 1992 - 1994 : Michel Pierre Boudriau
- 1994 - 2000 : Jean Dorion
- 2000 - 2005 : Robert Keating
- 2005 - 2008 : Jean Clavet
- 2008 - 2011 : Suzanne Éthier
- 2011 - 2013 : Claude-Yves Charron
- 2013 - 2017 : Claire Deronzier
- 2017 - 2019 : Luci Tremblay
- 2019 - 2022 : David Brulotte
- 2022 - 2025 : Chénier La Salle
- 2025 à ce jour : Mario Girard